# Los Marines
Los Marines er en by og kommune i det sydvestlige Spanien i provinsen Huelva. Den har et indbyggertal på 424 (2024) indbyggere.